# Pravo na samoodređenje
Pravo na samoodređenje u međunarodnom pravu podrazumijeva pravo na odlučivanje o vlastitoj sudbini u međunarodnom poretku. Samoodređenje je temeljno načelo međunarodnog prava koje se razvilo iz običajnog međunarodnog prava, a koje je priznato i kao opće pravno načelo, te je utkano u brojne međunarodne ugovore. Primjerice, pravo na samoodređenje štite Povelja UN-a i Međunarodna konvencija o građanskim i političkim pravima.
Opseg i svrha načela samoodređenja značajno se razvila u 20. stoljeću. U ranom 20. stoljeću porasla je međunarodna podrška za samoodređenje naroda. To je dovelo do uspješnih separatističkih pokreta tijekom i nakon Prvog i Drugog svjetskog rata, ali i udarilo temelj dekolonizaciji 1960-ih.
Suvremeni pojam samoodređenja dijeli se na "unutarnje" i "vanjsko" samoodređenje, ukazujući da pravo samoodređenja varira. Unutarnje samoodređenje odnosi se na razna politička i društvena prava; s druge strane, vanjsko samoodređenje odnosi se na potpuno pravo neovisnosti/separacije za određeni narod iz veće političko-pravne države.